# سیات ۱۴۰۰
سیات ۱۴۰۰ (SEAT 1400) خودرویی است که در سال‌های ۱۹۵۳ تا ۱۹۶۳ تولید شده‌است.
این خودرو در کلاس خودرو کامپکت قرار گرفته و طراحی آن خودروهای موتور جلو-محور عقب بوده است. سیستم جعبه‌دندهٔ آن ۴ دنده به صورت دستی است.